# Amand Blanquer
Pour les articles homonymes, voir Blanquer.
Amand Blanquer ou Amando Blanquer en castillan (né le 5 février 1935 à Alcoy, province d'Alicante, et décédé le 7 juillet 2005 à Valence) est un compositeur espagnol.

## Biographie
Amand commence à étudier la musique à l'âge de onze ans (1946), dans la fanfare d'Alcoy, La Primitiva, sous la direction de Fernando de Mora et Gregorio Casasempere. À quinze ans (1950), il compose sa première œuvre, le pasodoble El Festeret.
En 1954, il entre au conservatoire de Valence où il étudie essentiellement le piano et le cor, et où, quatre ans plus tard, il obtient le titre de Composition et le Prix extraordinaire de fin d'études.  Il compose en 1960 Aleluya, sa première marche chrétienne.
Il part poursuivre ses études musicales à Paris, où il participe aux classes de composition de la Schola Cantorum et d'analyse musicale du Conservatoire de Paris, et en 1962 il obtient le Prix d'analyse musicale de ce Conservatoire. Puis il part la même année à Rome, étudier à l’Academia Española de Bellas Arte et à l’Academia Nacional Santa Cecilia.
Dès 1964, il réside à Valence. En 1965, la Fundació Joan March lui accorde une aide pour réaliser le traité Técnica del contrapunto (Technique du Contrepoint). Il obtient en 1969 la chaire de Composition du Conservatoire Supérieur de Valence. Deux ans plus tard il est nommé directeur du Conservatoire de Musique de Valence, poste qu'il occupera quatre ans, jusqu'en 1975.
En 1982, il est nommé directeur artistique de Retrobem la nostra música (Retrouvons notre musique), section musicale du Gouvernement autonome de Valence. La même année, il compose l'une de ses œuvres les plus importantes, la Missa de Sant Jordi (Messe de Saint-Georges) ; elle est jouée pour la première fois au Théâtre Cirque d'Alcoy, par l'Orchestre symphonique et la chorale polyphonique de la ville, sous la baguette de Gregorio Casasempere Gisbert.
En 1986, il est nommé académicien correspondant de la Real Academia de Bellas Artes de San Fernando de Madrid.
En 1991 et 1992, il travaille à l'opéra El Triomf de Tirant, inspiré du roman Tirant le Blanc, sur un livret des frères Sirera, Rodolf et Josep Lluís. Cette œuvre se situe entre une conception humanistique de la musique qui évite les snobismes explosifs et les acrobaties de timbres ou les brusques sauts de registre et une rigueur extrême dans la composition. La première a lieu au Théâtre Principal de Valence, le 7 octobre 1992, avec Vicente Ombuena comme ténor et sous la baguette de Manuel Galduf, qui dirige l'Orchestre Symphonique de Valence.
On le décore en 1995 de la Médaille d'argent des Beaux arts du Ministère de la Culture espagnol. L'année suivante, il est reçu académicien à la Real Academia de Bellas Artes de San Carlos de Valence.
En 2001, il reçoit l'Hommage de la Primitiva, qui lui remet la baguette d'or et le nomme directeur honorifique. La même année, la Mairie d'Alcoy le décore de la Médaille d'Or de la ville et donne son nom à l'auditorium de la Zone Nord.

## Œuvres
Il a laissé quelque deux cents œuvres, appartenant aux genres les plus divers. Bien que profondément attachée à sa terre, sa musique en dépasse les limites par la formation internationale du compositeur, sous l'enseignement des musiciens les plus éminents de Paris, Rome et Munich, tels que Messiaen, Daniel-Lesur, Wissmer et Petrassi, entre autres.